# 本貝什蒂-皮齊克鄉
45°07′N 23°40′E / 45.117°N 23.667°E
本貝什蒂-皮齊克鄉（羅馬尼亞語：Comuna Bumbești-Pițic, Gorj），是羅馬尼亞的鄉份，位於該國西南部，由戈爾日縣負責管轄，面積37平方公里，海拔高度371米，2007年人口2,436，人口密度每平方公里66人。